# Argentine aux Jeux paralympiques d'hiver de 2014
 (mars 2014).
Si vous disposez d'ouvrages ou d'articles de référence ou si vous connaissez des sites web de qualité traitant du thème abordé ici, merci de compléter l'article en donnant les références utiles à sa vérifiabilité et en les liant à la section « Notes et références ».
L'Argentine participe aux Jeux paralympiques d'hiver de 2014 à Sotchi, en Russie, du 7 au 16 mars 2014. Il s'agit de la deuxième participation de ce pays aux Jeux paralympiques d'hiver.
Le pays est représenté par trois athlètes, participant aux épreuves de ski alpin et de ski de fond.

## Par discipline

### Ski alpin
- Carlos Javier Codina Thomatis[2]:
  - Slalom hommes, debout
  - Slalom géant hommes, debout
  - Snowboard cross para hommes, debout

- Enrique Plantey[3]:
  - Slalom géant hommes, assis

### Ski de fond
- Pablo Javier Robledo[4]:
  - 1 km sprint hommes, debout
  - 10 km hommes, debout
  - 20 km hommes, debout